# Mieczysław Skulski (major)
Mieczysław Witold Skulski (ur. 23 lipca 1893 we Lwowie) – major dyplomowany piechoty Wojska Polskiego, jeden z pięciu Polaków odznaczonych austriackim Orderem Marii Teresy za czyny męstwa w czasie I wojny światowej.

## Życiorys
Urodził się 23 lipca 1893 we Lwowie. Ukończył Wojskową Niższą Szkołę Realną w Straß, w Styrii, a następnie Szkołę Kadetów Piechoty we Lwowie. Na stopień chorążego został mianowany ze starszeństwem z 1 września 1911 i wcielony do Galicyjskiego Pułku Piechoty Nr 20 w Krakowie. W latach 1912–1913 wziął udział w mobilizacji sił zbrojnych Monarchii Austro-Węgierskiej, wprowadzonej w związku z wojną na Bałkanach. Na stopień podporucznika został mianowany ze starszeństwem z 1 listopada 1913 w korpusie oficerów piechoty i przeniesiony do Pułku Piechoty Nr 73 w Pradze. W szeregach tego oddziału walczył podczas I wojny światowej. Na stopień porucznika został mianowany ze starszeństwem z 1 maja 1915 w korpusie oficerów piechoty. 26 maja 1916 wyróżnił się jako komendant kompanii zdobyciem Monte Mosciagh, w czasie wiosennej ofensywy na Asiago. W maju 1917 został przeniesiony do Kompanii Piechoty Przybocznej Gwardii.
24 października 1919 został przeniesiony z 1 Pułku Strzelców Podhalańskich do Dowództwa Okręgu Generalnego Kraków na stanowisko adiutanta sztabowego oficera inspekcyjnego piechoty przy DOGen. Kraków. 1 grudnia 1919 został mianowany kapitanem w piechocie. 1 czerwca 1921 nadal pełnił służbę w Dowództwie Okręgu Generalnego Kraków, a jego oddziałem macierzystym był 3 Pułk Strzelców Podhalańskich. 3 maja 1922 został zweryfikowany w stopniu kapitana ze starszeństwem z 1 czerwca 1919 i 383. lokatą w korpusie oficerów piechoty. 1 listopada 1922 został „powołany do służby Sztabu Generalnego z prawem jednorocznego doszkolenia w Wyższej Szkole Wojennej”. W dalszym ciągu był oficerem 3 psp przydzielonym do Dowództwa Okręgu Korpusu Nr V w Krakowie. 3 listopada 1922 został powołany do Wyższej Szkoły Wojennej w Warszawie, w charakterze słuchacza II kursu doszkolenia. 15 października 1923, po ukończeniu kursu i otrzymaniu dyplomu naukowego oficera Sztabu Generalnego, został przydzielony do 29 Dywizji Piechoty w Grodnie na stanowisko szefa sztabu. 31 marca 1924 został mianowany majorem ze starszeństwem z 1 lipca 1923 i 111. lokatą w korpusie oficerów piechoty. 15 października 1924 został przeniesiony do 26 Pułku Piechoty we Lwowie na stanowisko dowódcy I batalionu. W 1925 został przydzielony do Inspektoratu Armii Nr 5. 14 października 1926 został przydzielony do Generalnego Inspektora Sił Zbrojnych na stanowisko oficera sztabu generała do prac przy GISZ, generała brygady Stanisława Burhardt-Bukackiego. W lutym 1927 został oddany do dyspozycji szefa Sztabu Generalnego z równoczesnym przeniesieniem służbowym do Oddziału III SG, a w następnym miesiącu przydzielony do Oddziału III SG. W marcu 1930 został przeniesiony na stanowisko delegata SG przy Okręgowej Dyrekcji Kolei Państwowych we Lwowie. W marcu 1932 został przeniesiony do 71 Pułku Piechoty w Zambrowie na stanowisko dowódcy batalionu ale już w listopadzie tego roku został zwolniony z zajmowanego stanowiska i oddany do dyspozycji dowódcy Okręgu Korpusu Nr I. Z dniem 31 marca 1933 został przeniesiony w stan spoczynku. W 1936 mieszkał w Brzeżanach przy ul. Rzeźnickiej 28, a w sierpniu 1937 we Lwowie przy ul. św. Jacka 32 m. 7.
W lipcu 1942 został zatrzymany przez funkcjonariuszy Kripo jako jeden z Polaków podejrzanych o współpracę z obywatelami Szwecji na rzecz polskiego ruchu oporu. 15 grudnia 1943 został objęty aktem oskarżenia. 22 marca 1944 stanął przed berlińskim Trybunałem Ludowym. Został uniewinniony.

## Ordery i odznaczenia
- Złoty Krzyż Zasługi – 24 maja 1929[38]
- Odznaka Pamiątkowa Generalnego Inspektora Sił Zbrojnych – 12 maja 1936
- Krzyż Rycerski Orderu Marii Teresy – 10 czerwca 1921 (187 promocja)[2]
- Brązowy Medal Zasługi Wojskowej na wstążce Krzyża Zasługi Wojskowej[6]
- Krzyż Pamiątkowy Mobilizacji 1912–1913[39]